# USS Chopper
El USS Chopper (SS/AGSS/IXSS-342) fue un submarino de la clase Balao de la Armada de los Estados Unidos. Fue el único barco que recibió el nombre de Chopper, un nombre común para el Pomatomus saltatrix, un pez de caza agresivo. Estuvo en servicio desde 1945, pocos meses antes del fin de la Segunda Guerra Mundial, hasta 1969, y su carrera activa terminó debido a los daños causados por un accidente casi fatal el 11 de febrero de 1969.

## Accidente

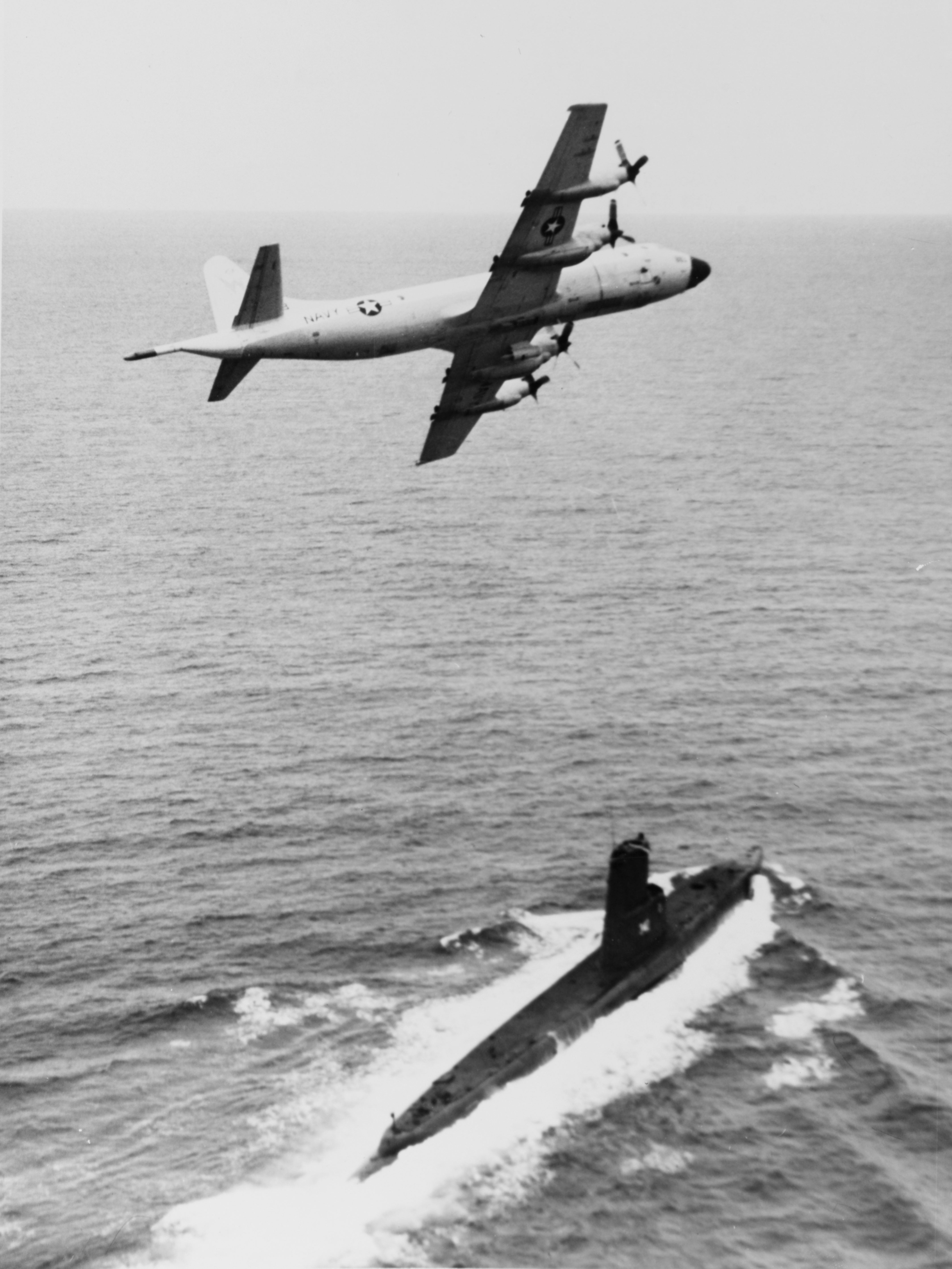
El USS Chopper con un avión de patrulla Lockheed P-3 Orion, segunda mitad de la década de 1960.

El 11 de febrero de 1969, el Chopper participaba en un ejercicio antisubmarino frente a las costas de Cuba con el Hawkins cuando se quedó sin suministro eléctrico. El Chopper navegaba a una velocidad de entre 7 y 9 nudos (entre 8,1 y 10,4 mph; entre 13 y 17 km/h) a una profundidad de 150 pies (46 m) con un ligero ángulo descendente cuando perdió potencia.
En cuestión de segundos, el ángulo de Chopper aumentó a 45° hacia abajo y su proa pasó 440 pies (130 m) de profundidad. Debido a la pérdida de energía, el oficial de cubierta no pudo comunicarse con el controlador superior en la sala de maniobras. Aun así, Ken Taylor, el suboficial jefe superior en la sala de maniobras, ordenó de forma independiente que ambos motores principales retrocedieran a toda velocidad. 
A pesar de la campana de marcha atrás, el lastre que soplaba y otros esfuerzos para recuperar el control del submarino, el ángulo hacia abajo continuó aumentando y, un minuto después de la falla de energía, Chopper estaba casi vertical en el agua, con la proa hacia abajo. Se estima que la proa del Chopper alcanzó una profundidad de 1011 pies (308 m), mientras que su popa alcanzó los 720 pies (220 m).
Los esfuerzos de la tripulación empezaron a dar resultado. El helicóptero perdió velocidad y comenzó a virar hacia la popa. Su proa comenzó a elevarse, alcanzó el nivel y continuó subiendo. El helicóptero comenzó a ascender con un ángulo ascendente que aumentaba rápidamente hasta que volvió a estar casi vertical en el agua, ahora con la proa hacia arriba.
Unos dos minutos después de perder la energía eléctrica, el Chopper atravesó casi verticalmente la superficie del océano. Toda la sección delantera del submarino, hasta el borde de popa de la vela, salió a la superficie antes de caer hacia atrás. Su impulso lo llevó a una profundidad de unos 200 pies (61 m) antes de que volviera a emerger, se nivelara y permaneciera en la superficie.
El helicóptero regresó a puerto por sus propios medios. La inspección reveló que su casco había sufrido graves daños estructurales durante la inmersión profunda y el rápido ascenso. El helicóptero fue dado de baja el 15 de septiembre de 1969.

## Hundimiento

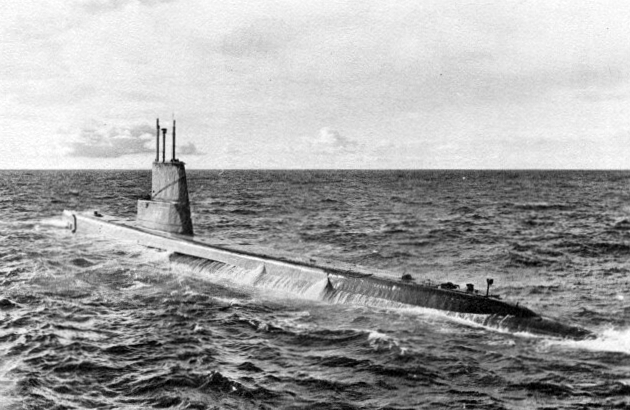
El USS Chopper en el año 1968.

En 1976, el Chopper fue modificado para servir como blanco naval de torpedos sumergido y atado para el submarino USS Spadefish (SSN-668). El 21 de julio, mientras el Spadefish se encontraba en su aproximación final, el Chopper comenzó a hacer agua, rompió sus amarres y se hundió.